# Chalala
Chalala è una suddivisione dell'India, classificata come municipality, di 16.915 abitanti, situata nel distretto di Amreli, nello stato federato del Gujarat. In base al numero di abitanti la città rientra nella classe IV (da 10.000 a 19.999 persone).

## Geografia fisica
La città è situata a 21° 25' 0 N e 71° 10' 0 E e ha un'altitudine di 159 m s.l.m..

## Società

### Evoluzione demografica
Al censimento del 2001 la popolazione di Chalala assommava a 16.915 persone, delle quali 8.659 maschi e 8.256 femmine. I bambini di età inferiore o uguale ai sei anni assommavano a 2.040, dei quali 1.098 maschi e 942 femmine. Infine, coloro che erano in grado di saper almeno leggere e scrivere erano 11.701, dei quali 6.601 maschi e 5.100 femmine.